# Caroline Lucasová
Caroline Patricia Lucasová (* 9. prosince 1960 Malvern) je politička Zelené strany Anglie a Walesu. V letech 2008 až 2012 a 2016 až 2018 stála v čele strany. Je jedinou zelenou poslankyní v Dolní sněmovně – byla zvolena v roce 2010 za obvod Brighton Pavilion a třikrát mandát obhájila. V letech 1999 až 2010 byla členkou Evropského parlamentu.
Vystudovala anglickou literaturu na Exeterské univerzitě a žurnalistiku na Kansaské univerzitě. V osmdesátých letech se účastnila protestů v Greenham Common. Před vstupem do politiky pracovala v Oxfamu.
Její zájem o zelenou politiku ovlivnil Jonathon Porritt. Podporuje základní nepodmíněný příjem a dekriminalizaci drog, zapojila se do kampaně proti sexistickému obsahu deníku The Sun. V roce 2018 patřila k předním představitelům hnutí People's Vote, usilujícího o vypsání nového referenda o brexitu. Je členkou mezinárodní poslanecké skupiny na podporu sebeurčení Západní Papuy. Vydala knihu Honourable Friends: Parliament and the Fight for Change.
Zastává funkci místopředsedkyně Královské společnosti pro prevenci krutého zacházení se zvířaty. Je vegetariánka a chce se stát vegankou.
Jejím manželem je bývalý hráč kriketu Richard Savage. Mají dva syny.